# Typhlodromips digitulus
Typhlodromips digitulus är en spindeldjursart som först beskrevs av Denmark 1965.  Typhlodromips digitulus ingår i släktet Typhlodromips och familjen Phytoseiidae. Inga underarter finns listade i Catalogue of Life.